# Pseudogekko sumiklab
Pseudogekko sumiklab — вид геконоподібних ящірок родини геконових (Gekkonidae). Ендемік Філіппін. Описаний у 2017 році.

## Поширення і екологія
Pseudogekko sumiklab відомі з двох місцевостей, розташованих на півострові Бікол на південному заході острова Лусон, в передгір'ях гір Майон і Каваян, на висоті 280 і 399 м над рівнем моря. Вони живуть у вологих рівнинних тропічних лісах.

## Збереження
МСОП класифікує цей вид як такий, що перебуває під загрозою зникнення. Pseudogekko sumiklab загрожує знищення природного середовища.